# Природничі науки
Природни́чі нау́ки — галузі науки, що вивчають явища навколишнього світу в живій та неживій природі. До природничих наук не належать дослідження людського суспільства, мов і мистецтв, які заведено об'єднувати під назвою гуманітарні науки. Також не належать до природничих наук точні науки: математика й інформатика, хоча методи й результати цих областей досліджень широко використовуються природознавством. На базис природничих наук спираються прикладні науки.

## Класифікація
До природничих наук зараховують:
- астрономію — науку про Всесвіт,
- фізику — науку про склад і структуру матерії, а також про основні явища в неживій природі,
- хімію — науку про будову й перетворення речовин,
- біологію та екологію  — науки про живу природу,
- науки про Землю (або землезнавство — це термін для дисциплін із вивчення планети Земля) — географію, геофізику й геологію,
- медицину — науку про людське тіло та його хвороби.

Це лише основні природничі науки. Насправді сучасне природознавство є розгалужений комплекс, що включає сотні наукових дисциплін. Одна тільки фізика об'єднує ціле сімейство наук (механіка, термодинаміка, оптика, електродинаміка і т. д.).
У міру зростання об'єму наукового знання окремі розділи наук набули статусу наукових дисциплін зі своїм поняттєвим апаратом, специфічними методами дослідження, що робить їх важкодоступними для фахівців, що займаються іншими розділами.
Така диференціація у природничих науках є природним і неминучим наслідком розвитку спеціалізацій, які дедалі більше звужуються у ході наукових відкриттів і нових досягнень.
У той же час природним чином у розвитку науки відбуваються зустрічні процеси, складаються і оформляються природничо-наукові дисципліни, так би мовити, «на стиках» наук: хімічна фізика, біохімія, біофізика, біогеохімія і багато інших. Ці процеси приводять, з одного боку, до подальшого зростання кількості наукових дисциплін, а з іншого — до їхнього зближення і взаємопроникнення. Це є однією із особливостей інтеграції природних наук, що характерно для загальної тенденції в сучасній науці.
У зв'язку з тим, що людство еволюціонувало від простіших станів до більш складних і удосконалених, то й наука пройшла такий самий шлях еволюції.
Існує інша точка зору, що час виникнення природничої науки — кінець першої третини XIX століття, коли відбулося суміщення дослідницької діяльності з вищою освітою.
Відповідно цьому, творцями природничої науки (природознавства) вважають Александра фон Гумбольдта і Юстуса фон Лібіха.
Німецький філософ Карл Ясперс говорить про те, що саме у XVII столітті відбулося те, що дало змогу говорити про наукову революцію, радикальну зміну основних компонентів змістовної структури науки, утворення нових принципів пізнання, категорій, методів.
Соціальним стимулом розвитку природознавства стало зростаюче капіталістичне виробництво. Тільки у XVII столітті наука стала розглядатися як спосіб збільшення добробуту населення і забезпечення господарювання людини над природою. Поява сучасних природничих знань пов'язана з діяльністю Френсіса Бекона, який одним із перших почав пропагувати експеримент як головний метод наукового дослідження.
Залежно від методів, що лежать в основі досліджень, природничі науки можна поділити на:
- описові, що досліджують фактичні дані і зв'язки між ними;
- точні, що будують математичні моделі для вираження встановлених фактів і зв'язків, тобто закономірностей;
- прикладні, які використовують систематику і моделі описових і точних природних наук для освоєння і перетворення природи.

Проте загальною родовою ознакою усіх наук, що вивчають природу і техніку, є свідома діяльність професійних працівників науки, спрямована на опис, пояснення і прогнозування характеру явищ, що вивчаються.
У наші дні намітилася інтеграція природничого наукового знання, яка проявляється у багатьох формах і стає найбільш вираженою тенденцією його розвитку. Все більшою мірою ця тенденція проявляється і у взаємодії природничих наук з науками гуманітарними.
Свідоцтвом цьому є висунення на передній план сучасної науки принципів системності, самоорганізації і глобального еволюціонізму, що відкривають можливість об'єднання найрізноманітніших наукових знань у цілісну і послідовну систему, що об'єднується загальними закономірностями еволюції об'єктів різної природи.
Однак, сучасні підходи до класифікації природничих наук дають підстави поділити природничі науки на:
- фізико-технічні і математичні (математика, інформатика, механіка, фізика і астрономія);
- хімічні і біологічні науки (хімія, біологія, екологія);
- науки про землю (геологія, географія, геофізика);
- аграрні науки (ґрунтознавство, рослинництво, зоотехнія, ветеринарна медицина);
- медичні науки (медицина).

## Методи
Основою наукового методу є спостереження, а в активнішій формі — експеримент.

## Історія природознавства

### Виникнення природознавства
Через те, що існування людства історичне, тобто еволюціонувало від простіших станів до більш складних і удосконалених, то й наука пройшла такий самий шлях еволюції.
Існує декілька точок зору про час виникнення науки:
- як доведельний вид знання, відмінний від міфологічного мислення, наука виникла в Стародавній Греції в V столітті до н. е.
- наука виникла в період пізньої середньовічної культури, коли було розпізнане велике значення дослідного знання в творчості таких діячів церкви в Англії, як Роберт Гросетест, Роджер Бекон.

Найпоширеніша точка зору, що наука виникла в XVI-XVII століттях, коли з'явилися праці Йогана Кеплера, Хрістіана Гюйгенса, Галілео Галілея, Ісаака Ньютона та інших вчених. Ознаками науки виступають:
- побудова математичних моделей об'єктів,
- емпіричні результати дослідного рівня.

До цієї епохи відносяться і виникнення Королівського товариства, Паризької академії наук.
З іншої точки зору час виникнення науки — кінець першої третини XIX століття, коли відбулось суміщення дослідницької діяльності і вищої освіти, об'єднаних на основі досліднонаукової програми. Творці науки Александер фон Гумбольдт, Юстус Лібіх.

### Становлення науки
Німецький філософ Карл Ясперс говорить про 2 етапи становлення науки:
- Становлення логічної і методичної науки у Греції і паралельно задатки наукового пізнання світу у Китаї та Індії.
- Виникнення сучасної науки, що виростає з кінця середньовіччя, рішуче утверджується з XVIII столітті, розгортається у всю свою ширину з XIX століття.[1]

Саме у XVII столітті відбулося те, що дало змогу говорити про наукову революцію, радикальну зміну основних компонентів змістовної структури науки, утворення нових принципів пізнання, категорій, методів. Соціальним стимулом розвитку природознавства стало зростаюче капіталістичне виробництво. Грецька наука була умоглядним дослідженням, мало зв'язаним з практичними задачами. Цього Стародавня Греція не потребувала, бо всі тяжкі роботи виконували раби. Орієнтація на практику вважалася непотрібною та навіть непристойною. Тільки у XVII столітті наука стала розглядатися як спосіб збільшення добробуту населення і забезпечення господарювання людини над природою. Френсіс Бекон пропагандував експеримент як головний метод наукового дослідження.

### Підготовчі періоди до вивчення природознавства
До того, як почати вивчати природознавство як окрему науку, людство мало пройти деякі підготовчі (історичні) періоди до систематичного вивчення природознавства. Розрізняють 5 основних підготовчих періодів:
- Натурфілософський період, період зародження майбутнього природознавства (характерне для стародавнього світу). Закінченого ділення на дисципліни не існувало, створювані концепції мали в своїй більшості світоспостережний характер, але вирішального критерію істинності експерименту не відводилась. Вірні спостереження і геніальні здогадки співіснували з хибними побудовами.
- Панування схоластики і теології в Західній Європі і спорадичними відкриттями у арабомовних народів (див. ісламська аграрна революція).
- Розвиток механістичного і метафізичного природознавства. Класичний період розвитку природознавства. Він бере свій початок з дослідних праць Галілея. Характеризується розділенням наук на традиційні області і навіть трохи гіперболізованою роллю експерименту в їх розвитку (зрозуміти значить виміряти). Дослід розглядається не тільки як критерій істинності, але й як основний інструмент пізнання. Віра в істинність експериментально добутих результатів настільки велика, що їх починають розповсюджувати на нові області і проблеми, де такої перевірки раніше не велося. Механіка стала наукою з того моменту, коли були відкриті закони механічного руху (переміщення) земних і небесних тіл, закон падіння тіл (відкритий Галілеєм), закон обертання планет навколо Сонця (Кеплер), Закон всесвітнього тяжіння (Ньютон). У фізиці та хімії найважливішим став закон збереження маси. Задовго до нього філософи-матеріалісти вчили, що ніщо з нічого не утворюється і нічого в ніщо не перетворюється. Але то були лише світоглядні уявлення і ніхто їх не розглядав як закон.
- Відкриття загального зв'язку і утвердження еволюційних ідей в природознавстві. Характеризується стихійним проникненням діалектики в природознавство.
- «новітня революція»:
  - У середині 90-х років XIX століття почалася новітня революція у природознавстві, головним чином у фізиці, а також хімії та біології. У 1913–1921 роках на основі загальних уявлень про ядро, електрони і кванти Нільс Бор створює модель атома, розробка якої ведеться згідно з періодичною системою Д. І. Менделеєва. Це супроводжується крахом минулих уявлень про матерію, її властивості і будову, форми руху, типи закономірностей, про простір і час. Це призвело до кризи у фізиці та усього природознавства.
  - З середини 20-х років XX століття, у зв'язку з створенням квантової механіки і поєднанням її з теорією відносності в загальну квантово-релятивистську концепцію, відбувається наступний бурхливий розвиток природознавства і продовжується докорінна ламка старих понять, головним чином понять, пов'язаних зі старою картиною світу.
  - Оволодіння атомною енергією починається з відкриття ядра у 1930 році і наступних досліджень, з якими зв'язане зародження електронно-обчислювальної техніки і кібернетики.

У природознавстві лідирують, поряд із фізикою, біологія, хімія, а також науки, суміжні з природознавством, такі як космонавтика та кібернетика. Сучасне природознавство характеризується різким, лавиноподібним накопиченням нового фактичного матеріалу і виникненням нових дисциплін на межах традиційних. Різке подорожчання науки, особливо експериментальної. Як наслідок підвищення ролі теоретичних досліджень, що спрямовують роботу дослідників в області, де знаходження нових явищ більш можливе. Роль експерименту, як критерію істинності знання і як основний інструмент пізнання. Сучасне природознавство втратило властиву класичному природознавству простоту та зрозумілість. Це відбулося головним чином тому, що інтереси сучасних дослідників з традиційних для класичної науки областей перемістилися туди, де звичайний «життєвий» дослід і знання про об'єкти і явища, що з ними відбуваються, в більшості випадків відсутні.

## Закономірності і особливості розвитку природознавства
Деякі найважливіші закономірності, що визначають собою загальний характер природознавчих наук такі:
- Обумовленість практикою, потребами техніки, промислового виробництва, рівнем сільського господарства і медицини. Це головна рушійна сила й джерело розвитку природознавства.
- Відносна самостійність розвитку природознавства, в результаті чого воно задовольняє вимоги техніки виробництва, крокуючи своїм власним шляхом дослідження природи, який позначається внутрішньою логікою наукового пізнання. Які б конкретні задачі не ставила техніка перед наукою, практичне їх розв'язання може бути відтворено лише за досягнення конкретних ступенів розвитку самого процесу пізнання природи, який робиться у процесі переходу від явищ до сутності і від менш глибокої сутності до глибшої.
- Переймальність у розвитку природознавства, його ідей та принципів, теорій та понять, методів та прийомів дослідження, нерозривність усього пізнання природи як внутрішньо єдиного, цілеспрямованого процесу. В міру того, як із відносних істин складається абсолютна істина, повна опиняється у внутрішньому збігу з менш повною, раніш досягненою. Кожна вища ланка в розвитку природознавства виникає на основі попередньої ланки, з утриманням усього цінного, що було накопичено раніш.
- Поступовість розвитку природознавства за черговості періодів відносно спокійного, еволюційного розвитку та бурхливої, революційної ламки його теоретичних основ, системи його понять, принципів і уявлень, а разом із тим і усієї картини світу. Еволюційний розвиток усього природознавства та окремих його частин відбувається під час поступового накопичення нових фактів, теоретичних концепцій, у зв'язку з чим відбувається витончення і доробка вже прийнятих раніше теорій, понять та принципів. Революція відбувається тоді, коли починається докорінна ламка і перебудова в самій основі раніш встановлених світоглядів, перебудова фундаментальних положень, законів, принципів природознавства в результаті нових відкриттів, експериментальних даних тощо.
- Взаємодія наук, взаємозв'язаність усіх складових частин природознавства, в результаті чого предмет однієї природознавчої науки може і має бути досліджений методами і прийомами інших наук.
- Протиріччя розвитку. Нерідко наявність розколу точок зору на неприємливі, несумісні, здавалося б, що знаходяться у постійній боротьбі, поглядів призводить до прогресу наукового пізнання.
- Повторність.
- Свобода критики. Безперешкодний розгляд спірних і незрозумілих питань науки, відкрите і вільне зіткнення різних думок, можливість захищати власні інтереси, знаходити нові аргументи. Все це є причиною прогресу.